# شیروانلی (آق‌دام)
شیروانلی (به لاتین: Şirvanlı) یک منطقه مسکونی در جمهوری آذربایجان است که در شهرستان آق‌دام واقع شده است.